# قوس نزول و قوس صعود
قوس نزول و قوس صعود دو مرحلهٔ حرکت حُبّی هستند. براساس نظریه‌های عرفانی و در نظرات ابن عربی، در قوس نزول، آفرینش از تنزلات و تقیدات وجود منشأ گرفته‌است. وجودِ مطلق، قیدپذیر است و در نتیجه به‌صورت جزئیات متجلی می‌شود. پایه و بنیاد هستی بر وحدت بنا شده‌است. جز حقیقت یگانه و مطلق هستی که آفریننده است، همه چیز، تعین، تقید، تجلی، تشأن و ظهور آن حقیقت مطلق و واحد است. در سیر از اطلاق (مطلق بودن) به سوی تقید، اصالت وجود کم، و نمودهای وهمی پررنگ‌تر پدیدار می‌شود. قوس صعود بحثی معرفت شناسانه و قوس نزول بحثی هستی‌شناسانه و شهودی است.

## قوس نزول
قوس نزول ، سیر تنزلی انسان از عالم اسماء و صفات الهی به عالم طبیعت  است. عوالم سه گانه عبارتند از عالم عقل ، عالم مثال و عالم طبیعت یا عالم ماده. پایان قوس نزول، انسان است.

## قوس صعود
پایان قوس نزول، ابتدای قوس صعود است. انسان در عالم طبیعت یا ماده زندگی می کند و با تزکیه نفس می تواند وارد عالم مثال شود و در صورت ادامه تزکیه نفس، وارد عالم عقل و بالاتر شود. 
پایان قوس صعود، خداوند است. قرآن می گوید:« ای انسان تو با رنج و زحمت به سوی پروردگارت در حرکت هستی و عاقبت او را ملاقات خواهی کرد.
- نکته:ذات خداوند و کنه صفات ذات الهی، قابل دسترسی نیست و دستیابی به صفات فعلی خداوند یا وجه الله ، مورد انتظار اولیاءلله است.[۴]

## تفاوت قوس  نزول و صعود
قوس نزول و قوس صعود ، تفاوتهایی با هم دارند. اولین تفاوت این است که قوس نزول، مکان استعداد یافتن است و قوس صعود محل کسب وفعلیت و به ظهور رساندن استعدادهاست. انسان در قوس صعود با اختیاری که خداوند به همه انسانها داده است، راه درست یا نادرست را انتخاب می کند.دومین تفاوت، یکسان نبودن این دو قوس است. دکتر نصر این حرکت را مارپیچی می داند و آن را شبیه حرکت پیچ و مهره می داند که مهره در یک دور کامل، ظاهرا به همان نقطه می رود اما در حقیقت مرتبه ای بالاتر یا پایین تر آمده است.

## در بابیت و دیانت بهائی
در آیین بابی و بهائی، هفت مرحله قوس نزول به این ترتیب توصیف شده‌اند: اراده (مشیّت)، عزم (اراده)، تقدیر (قدر)، حکم (قضا)، اجازه (اذن)، مدت (اجل) و کتاب (کتاب). در کتاب «برخی پرسش‌های پاسخ داده شده»، عبدالبهاء بیان می‌کند که “انسان در نهایت درجه مادیّت و آغاز روحانیت است؛ یعنی او در پایان نقص و آغاز کمال است. او در دورترین درجه تاریکی و آغاز نور است. به همین دلیل است که مقام انسان به عنوان پایان شب و آغاز روز گفته می‌شود.”
باب توضیح داده است که نماز واجب نمادی از یک سفر روحانی از عالم جسم به عالم قلب است که می‌توان آن را به عنوان قوس صعود توصیف کرد، که بازتابی از قوس نزول از خدا به خلق است. «هفت وادی» بهاءالله نمونه دیگری از قوس صعود است. این وادی‌ها عبارتند از: وادی طلب، وادی عشق، وادی معرفت، وادی وحدت، وادی رضا، وادی حیرت و وادی فقر حقیقی و نیستی مطلق. عبدالبهاء این مراحل را توصیف می‌کند: نفس اماره، نفس لوامه، نفس ملهمه، نفس مطمئنه، نفس راضیه، نفس مرضیه، نفس کامل، نفس ملکوتی (ملکوت)، نفس جبروتی (جبروت) و نفس الهی (لاهوت).